# Prix H. C. Artmann
Pour les articles homonymes, voir Hans Carl Artmann et Artmann.
Le prix H.C. Artmann est un prix littéraire institué en 2004 par la ville de Vienne afin de récompenser « des réalisations exceptionnelles dans le domaine de la poésie ».
Le prix est créé en l'honneur de H. C. Artmann pour honorer les écrivains viennois dont les œuvres ont « un lien intense avec Vienne ou un lien avec l'œuvre de H. C. Artmann ». Le prix est décerné tous les deux ans et est doté de 10 000 euros.

## Lauréats
- 2004 : Peter Waterhouse
- 2006 : Ferdinand Schmatz
- 2008 : Oswald Egger[1]
- 2010 : Erwin Einzinger[2]
- 2012 : Franz Josef Czernin[3]
- 2014 : Elfriede Czurda
- 2016 : Anselm Glück[4]
- 2018 : Gundi Feyrer[5]
- 2020 : Gerhard Ruiss